# Junon et Argus
Junon et Argus est une peinture réalisée en 1610 par Peter Paul Rubens, montrant Junon et Argus. Elle est conservée au musée Wallraf-Richartz (numéro d'inventaire MRE 1040) à Cologne.